# Parafia św. Mikołaja w Starym Korczynie
Parafia świętego Mikołaja w Starym Korczynie – parafia rzymskokatolicka, znajdująca się w diecezji kieleckiej, w dekanacie nowokorczyńskim.